# Slater-Marietta
Slater-Marietta – jednostka osadnicza w Stanach Zjednoczonych, w stanie Karolina Południowa, w hrabstwie Greenville.